# 감전초등학교
감전초등학교(甘田初等學校)는 대한민국 부산광역시 사상구 감전동에 있는 공립 초등학교이다.

## 연혁
- 1975. 3. 1. 덕포국민학교로 개교
- 1976. 9. 25. 감전국민학교로 변경
- 1982. 3. 1. 괘법국민학교 분리
- 1984. 3. 1. 서감국민학교 분리
- 1987. 2. 6. 병설유치원 설립인가
- 1996. 3. 1. 감전초등학교로 교명을 변경
- 2014. 5. 24. 여자축구부 제43회 전국소년체전 출전
- 2017. 6. 1. 2016년, 2017년 2년 연속 청렴노력도 우수학교(교육감표창)
- 2018. 3. 1. 제16대 허혜숙 교장 부임
- 2020. 2. 21. 제45회 졸업식

## 학교 상징
- 교화: 태산목

목련보다 잎과 꽃이 훨씬 커 태산목이라 부르며 '위엄'이라는 꽃말을 가지고 있다. 5~6월에 크고 하얀 꽃이 피어 향기가 그윽하다.
- 교목: 향나무

개교와 더불어 여기 저기에 뿌리를 내려 오늘도 말없이 자라고 있는 향나무는 거센 비바람과 모진 눈보라 속에서도 참고 견디는 꿋꿋한 기상과 굳센 의지를 상징한다.